# Estudi op. 25, núm. 10 (Chopin)

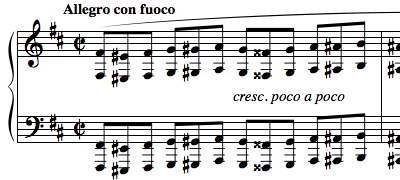
Inici de l'"Estudi op. 25 núm. 10"

L'"Estudi op. 25 núm. 10", en si menor, és un dels dotze Estudis op. 25 per a piano compostos per Frédéric Chopin; la peça fou escrita el 1835. L'opus 10 és la segona sèrie d'estudis i que foren compostos entre 1832 i 1836. Rep el sobrenom d'"Estudi de les octaves" (en francès, Aux octaves): el primer tema està format principalment per notes en intervals d'octaves.

## Estructura
Aquest estudi presenta molts trets únics que no es troben en la majoria dels altres estudis de Chopin, com per exemple una distintiva i característica forma ternària. El primer tema es desenvolupa sobre una sèrie de tresets de corxeres en octaves en un temps de 2/2 (alla breve); per tant, cal interpretar-lo com un allegro molt ràpid.
El segon tema està escrit en la tonalitat homònima major de si menor, és a dir, si major; a més a més, canvia la mètrica del compàs a tres per quatre (3/4). Chopin posa la indicació que ha de tocar-se lento. El segon tema, que es desenvolupa com una variació del primer tema, es repeteix fins a quatre vegades abans de tornar al compàs de dos i a la tonalitat de si menor.
Durant el segon tema hi ha nombroses indicacions de pedal i de frases musicals però, en general, a l'estudi no hi ha marques de pedal. Igual que en l'"Estudi op. 10, núm. 4", Chopin fa especial èmfasi en el legato durant les frases sense la utilització del pedal. Al llarg de l'estudi, el compositor només indica cinc canvis dinàmics: el primer tema complet ha de ser interpretat de forte a fortissimo i el segon tema és sempre en piano.